# Тросное (Харьковская область)
Тросное (укр. Тросне), село, 
Тимченковский сельский совет,
Змиёвский район,
Харьковская область.
Код КОАТУУ — 6321786207. Население по переписи 2001 года составляет 66 (34/32 м/ж) человек.

## Географическое положение
Село Тросное находится на расстоянии в 3,5 км от реки Мжа (левый берег), примыкает к селу Островерховка, на расстоянии в 3 км расположено село Тимченки.
Село примыкает к большим лесным массивам лес Малый Бор и лес Большой Бор (сосна).

## История
- 1680 - дата основания.
- В 1940 году, перед ВОВ, на хуторе Трасной было 26 дворов.[1]

## Экономика
- Молочно-товарная ферма.